# Projektmanagementhandbuch
Nach DIN 69901-5 ist ein Projektmanagementhandbuch (auch: PM-Handbuch) eine „Zusammenstellung von Regelungen, die innerhalb einer Organisation generell für die Planung und Durchführung von Projekten gelten.“ Im Gegensatz dazu beschreibt ein Projekthandbuch alle erforderlichen Standards für ein spezifisches Projekt.
Mögliche Inhalte eines Projektmanagement-Handbuchs sind:
- Projektkriterien (Was ist ein Projekt?)
- Projektarten und -kategorien
- Projektorganisation und -rollen
- standardisierter PM-Prozess
- Vorgehensmodelle für Projektarten mit Wiederholungscharakter (z. B. Entwicklungsprojekte, Kundenprojekte, IT-Projekte)
- Methoden und Instrumente der Projektplanung und -steuerung (PM-Methodik)
- PM-Glossar mit der unternehmensspezifischen Terminologie
- Formulare, Vorlagen, Checklisten, Arbeitsbehelfe etc.

Es ist darauf zu achten, dass ein PM-Handbuch möglichst pragmatisch und verständlich gehalten wird. Allzu komplizierte und umfangreiche Handbücher werden in der Praxis kaum akzeptiert und angewandt. Darüber hinaus sollte die Erstellung eines PM-Handbuchs in einen übergeordneten Organisationsentwicklungsprozess zur Professionalisierung und Optimierung des Projektmanagements eingebettet sein. Die Erstellung eines PM-Handbuchs allein reicht nicht aus, um Methoden des Projektmanagements im Unternehmen einzuführen. Besonders wichtig ist es, die Führungskräfte für das Thema zu gewinnen, Projektleiter und -teammitglieder ausreichend zu qualifizieren und gegebenenfalls Software-Tools zur Unterstützung einzuführen.